# Sidney Lee
Sir Sidney Lee (5 décembre 1859 - 3 mars 1926) est un biographe et critique littéraire britannique. Il participe à la rédaction du Dictionary of National Biography et rédige plusieurs ouvrages sur William Shakespeare.

## Biographie
Sidney Lee naît sous le nom de Solomon Lazarus Lee dans le quartier de Bloomsbury à Londres. Il est éduqué à la City of London School et au Balliol College à Oxford, où il reçoit un BA en histoire moderne en 1882. Pendant cette période, il rédige deux articles sur l'œuvre de William Shakespeare, qui seront publiés dans The Gentleman's Magazine.
En 1883, il est nommé éditeur adjoint pour le Dictionary of National Biography (DNB). En 1890, il est nommé éditeur associé (joint editor). Un an plus tard, lorsque Leslie Stephen prend sa retraite, il est nommé éditeur du DNB. Pendant sa carrière, Lee rédige plus de 800 articles pour le DNB, principalement sur les auteurs et les politiciens de l'ère élisabéthaine.
En 1884, il publie un livre sur Stratford-on-Avon. Son article sur Shakespeare dans le 55e volume du DNB (1897) sert de fondement à son ouvrage Life of William Shakespeare (1898), qui atteindra sa 5e édition en 1905.
Il est fait chevalier en 1911. De 1913 à 1924, il est professeur de littérature anglaise et de langue anglaise au East London College (maintenant partie du Queen Mary University of London).

## Œuvres
- The Autobiography Of Edward Lord Herbert Of Cherbury, 1886
- Shakespeare's Handwriting: Facsimiles of the Five Authentic Autograph Signature of the Poet, 1899
- Lives of the 'lustrious: A Dictionary of Irrational Biography, 1901
- Stratford-on-Avon: From the Earliest Times to the Death of Shakespeare, 1902
- The alleged vandalism at Stratford-on-Avon, 1903
- Elizabethan Sonnets, 2 vols., 1904
- Queen Victoria: A Biography, 1904
- Shakespeare's Life and Work: Being an Abridgment, Chiefly for the Use of Students, of A Life of ..., 1904
- A Life of William Shakespeare, 1905
- Shakespeares Venus and Adonis: Being a Reproduction in Facsimile of the ..., 1905
- Great Englishmen of the Sixteenth Century, 1907
- Shakespeare And The Moderan Stage With Other Eassays, 1907
- The impersonal aspect of Shakespeare's art, 1909
- The Chronicle History of King Leir: The Original of Shakespeare's 'King Lear' , 1909
- A Shakespeare reference library, 1910
- Shakespeare and the Italian Renaissance, 1915
- A Life of William Shakespeare, 1916
- The perspective of biography, 1918
- King Edward VII, a biography, 1925

Il a aussi laissé une série de lettres qui se trouvent dans plusieurs collections.